# Fő tér (Rákoskeresztúr)

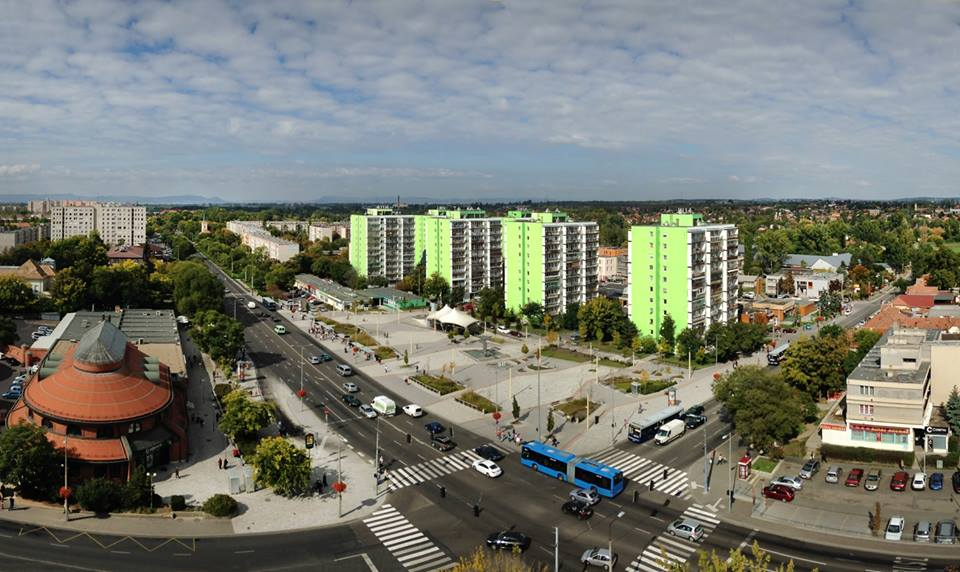
Rákoskeresztúr felújított városközpontja, a Fő tér

A Fő tér (korábban leginkább Rákoskeresztúr városközpont, vagy Elágazás, esetleg Elág) Budapest egyik legfiatalabb, egyben legújabb köztere a XVII. kerületben, Rákoskeresztúron a Pesti út és a Ferihegyi út csomópontjánál. Helyén 1977-től 2010-ig BKV buszpályaudvar működött Rákoskeresztúr városközpont néven. Azelőtt házak álltak itt. Ünnepélyes átadására 2011. május elsején került sor. A Belvárostól 18 km távolságra elhelyezkedő közterület Rákosmente közlekedési és hivatali központja.

## Története

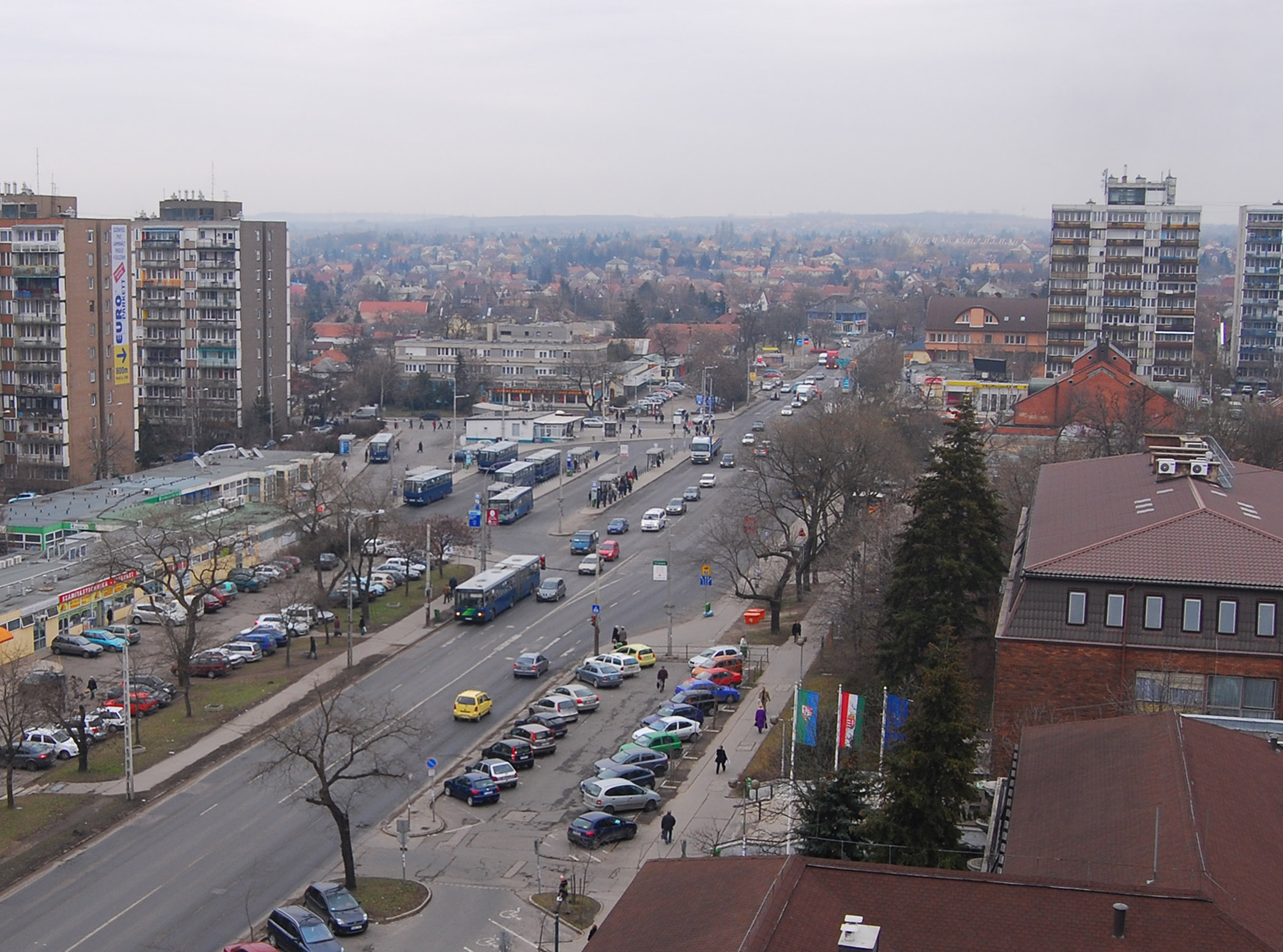
A tér az átépítés előtt, amikor még BKV buszvégállomásként szolgált

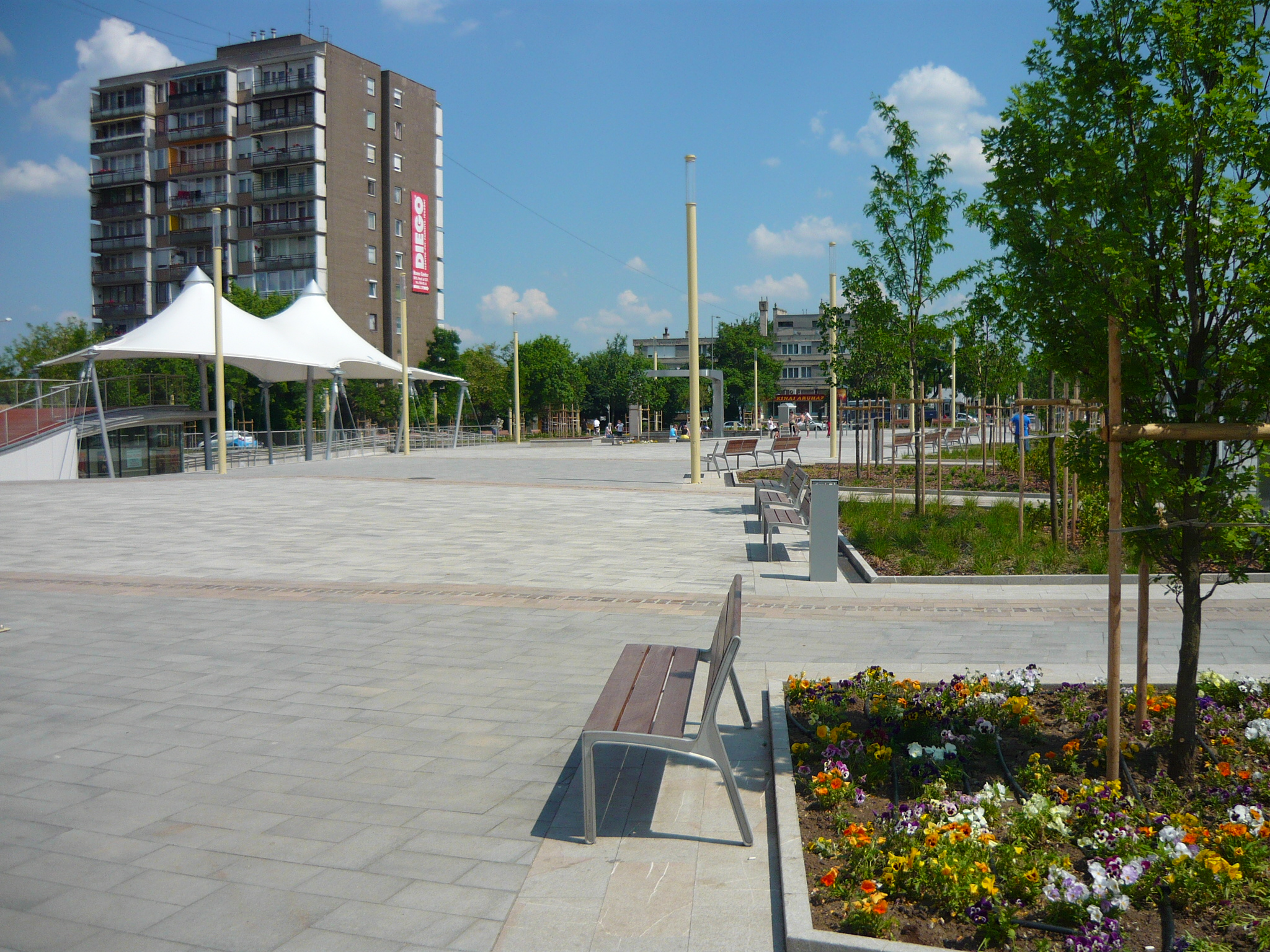
Az átépítés után

A Fő tér klasszikus értelemben véve nem tér, területe sosem volt az. Az 1970-es évek elején megindult városrendezések során Rákoskeresztúr központi területeit lerombolták, a korabeli lakáshiány enyhítésének céljából a családi- illetve parasztházak helyére pedig panelházakból lakótelepet emeltek. Az ide költöző emberek tömegközlekedési igényeinek kiszolgálására a Pesti út és a Ferihegyi út találkozásánál a bontás után több házhelyet kihagytak, hogy ott a BKV számára egy buszpâlyaudvart létesítsenek. 1969-ben adták át, majd 1977. augusztus 1-jén bővítették újabb felszállóhelyekkel. Az elhelyezkedése miatt hamar „Elág” vagy „Elágazás” becenévvel illetett hely ekkor vált a helyi tömegközlekedés (és vele az egész XVII. kerület) központjává, igaz a kereszteződés már az átépítése előtt is a történelmi település központjának számított.
2008-ban a helyi önkormányzat közbenjárására a BKV szokásos éves paraméterkönyv módosításakor több buszjáratot is összevontak és útvonalukat meghosszabbították többségében az Örs vezér teréig vagy Kőbánya-Kispestig, illetve az ellenkező irányba tovább a kerületben, hogy megszüntessék a felesleges átszállási kényszert és vele felszámolják a buszpályaudvart, mint buszvégállomást.
Az önkormányzat azért kérte a terület funkciótlanná tételét, hogy ott egy modern közterületet alakíthasson ki. Miután a járatátszervezések megtörténtek, az önkormányzat az Európai Unió ilyen jellegű beruházásaira kiírt pályázatán 936 millió forintos támogatást nyert el. A bontási és tereprendezési munkálatok az engedélyeztetési eljárások, valamint az uniós pályázat lezárultát követően 2010 márciusában kezdődtek meg és 2011 elejéig tartottak. Ennek során nem csak a régi buszpályaudvart bontották el és építettek a helyére egy modern közteret, hanem több kisebb környező, vagy kapcsolódó közterületet is felújítottak.
Az új tér, illetve az egyéb munkálatok az uniós forrással és az önkormányzati résszel együtt összesen 1,6 milliárd forintból készültek el 2011 tavaszára. Az ünnepélyes átadásra 2011. május elsején került sor egy ott megrendezett majális formájában. A buszok számára a tér Pesti út menti szélén gyakorlatilag végig, illetve a másik irányba haladóknak az út átellenes oldalán hasonlóan hosszan alakítottak ki megállókat egy vonalban, egymás elé.
A Magyar Urbanisztikai Társaság és az ICOMOS Magyar Nemzeti Bizottság Egyesület 2012-es Köztérmegújítási Nívódíj pályázatán a felújított Fő tér elismerő oklevélben részesült

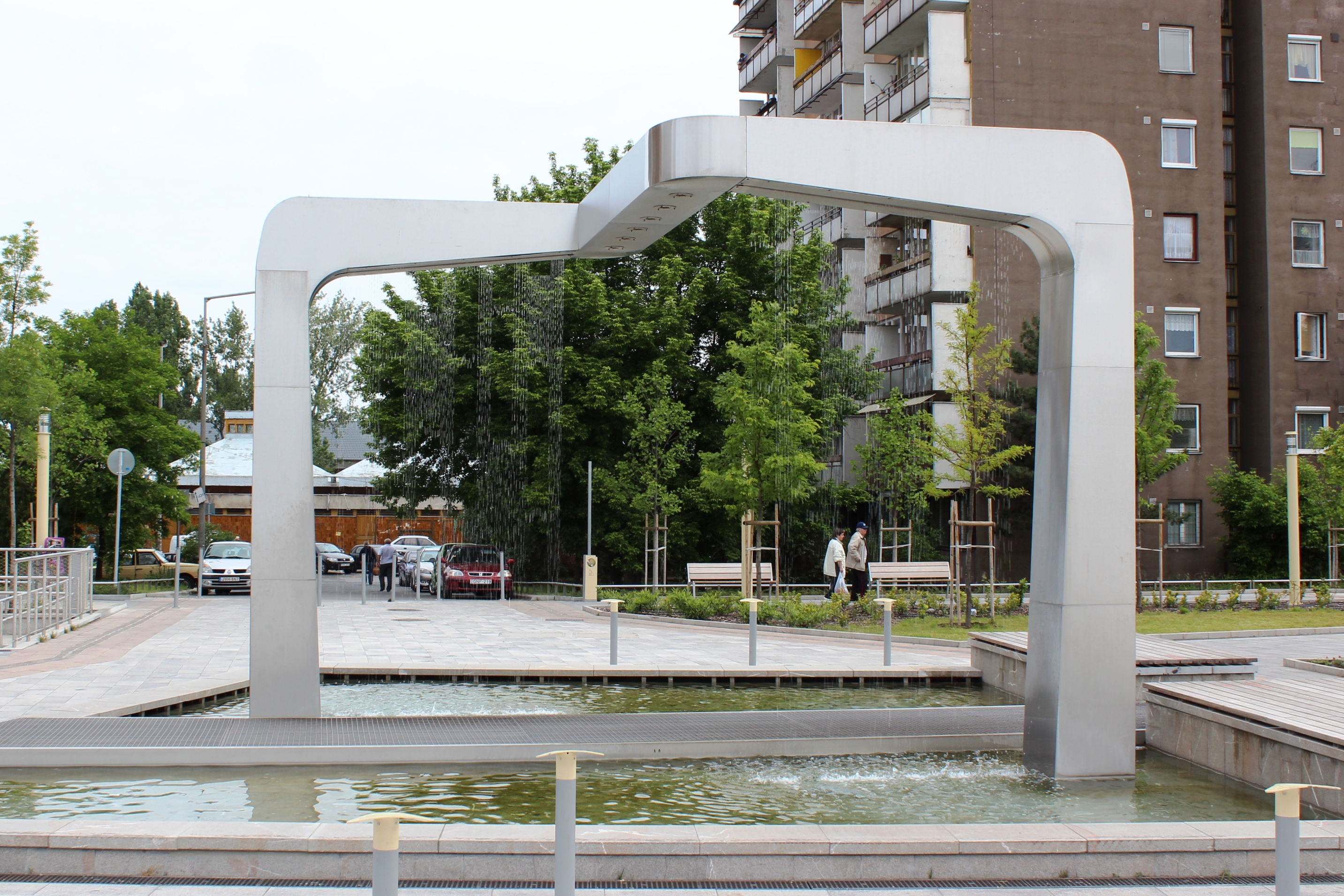
Szökőkút a Fő téren

A tér egyik látványossága az országosan is ritkaságszámba menő, programozható fényjátékra és szintén programozható, változatos alakzatok formálására képes vízfüggönyös szökőkút. A közterület nevét az önkormányzat választotta ki a honlapján megtartott szavazás alapján összejött öt legnépszerűbb javaslat közül.

## Közlekedés
A Fő téren (A BKK menetrendjeiben Rákoskeresztúr, városközpont)  a BKK szervezésében kizárólag autóbuszjáratok állnak meg, mégpedig a következők: 46-os, 97E, 98-as, 146-os, 146A, 161-es, 161E, 162-es, 162A, 169E, 195-ös, 198-as, 202E, 261E és a 262-es. Ezek a járatok összességében mindegyik kerületrészt érintik és átszállásmentes kapcsolatot biztosítanak az Örs vezér tere (M2-es metró) illetve Kőbánya-Kispest (M3-as metró) felé, valamint Pestszentlőrinc és Kőbánya irányába, továbbá a Maglód határán, az M0-s maglódi lehajtójánál kialakított bevásárlóparkhoz is.
A városközpont egyben több, a kelet-pesti agglomerációba (illetve néhány Jászságba) tartó Volánbusz járat megállóhelye, esetlegesen budapesti végállomása is.
Kötöttpályás közlekedéssel jelenleg nem érhető el (a legközelebbi ilyen Rákosliget vasútállomás egy buszmegállónyira), de a 2014–2020 közötti uniós pénzügyi ciklusban mint lehetséges (amire lehet uniós forrásért pályázni) közlekedésfejlesztési beruházást, a BKK felvetette egy rákoskeresztúri HÉV/Metró leágazás megépítését is (igaz, az ötlet már több évtizedes).